# Jicaque d'El Palmar
Le jicaque d'El Palmar ou jicaque occidental est une langue amérindienne, de la famille des langues jicaques parlée au Honduras. La langue est éteinte.

## Documentation
La langue, qui était parlée à El Palmar, près de Chamelecón dans l'Ouest du Honduras, est peu documentée. Elle nous est connue par un court vocabulaire recueilli par Antonio S. Madariaga et 1890 et publié par Membreño en 1897.

## Classification
Le jicaque d'El Palmar est une deux langues jicaques, aussi appelées langues tol, avec le jicaque parlé dans le département de Morazán.